# Corey Clement
Corey Clement (Glassboro, 2 novembre 1992) è un giocatore di football americano statunitense che milita nel ruolo di running back per gli Arizona Cardinals della National Football League (NFL).

## Carriera universitaria
Clemental college giocò a football alla Università del Wisconsin-Madison dal 2013 al 2016. Nella sua carriera universitaria ottenne un totale di 1.375 yard su corsa per 15 touchdown e 12 ricezioni per 132 yard.

## Carriera professionistica

### Philadelphia Eagles
L'11 maggio 2017 Clement firmò un contratto da free agent con i Philadelphia Eagles. Fu schierato nella sua prima partita contro i Washington Redskins il 10 settembre 2017. il 24 settembre 2017 segnò il primo touchdown nella NFL contro i New York Giants su una corsa di 15 yard. Nella nona giornata, contro i Denver Broncos, Clement ottenne una notevole prestazione con 12 corese per 51 yard, 2 touchdown su corsa e una ricezione di 15 yard per un altro touchdown. Finì la sua stagione regolare d'esordio con 321 iarde su corsa per 4 touchdown e 10 ricezioni per 123 yard e 2 touchdown.
Nel divisional playoff vittorioso contro gli Atlanta Falcons ricevette 31 yard. Nel vittoria del NFC Championship contro i Minnesota Vikings, corse per 20 yard. Durante il Super Bowl LII vinto per 41 a 33 contro i New England Patriots, Clement  totalizzò 8 yard con tre corse e 100 yard e un touchdown con 4 ricezioni e partecipò alla giocata a sorpresa divenuta poi nota come Philly Special che portò al touchdown di Nick Foles.

### New York Giants
Il 16 maggio 2021 Clement firmò con i New York Giants, da cui fu svincolato il 31 agosto 2021.

### Dallas Cowboys
Il 1º settembre 2021 Clement firmò con i Dallas Cowboys.

### Baltimore Ravens
Il 26 luglio 2022 Clement firmò con i Baltimore Ravens. Fu svincolato il 15 agosto 2022.

### Arizona Cardinals
Il 12 ottobre 2022 Clement firmò con la squadra di allenamento degli Arizona Cardinals. Fu promosso nel roster attivo il 19 novembre.

## Palmarès

### Franchigia
- Super Bowl : 1

Philadelphia Eagles: LII
- National Football Conference Championship: 1

Philadelphia Eagles: 2017